# Ulica Gwarna we Wrocławiu

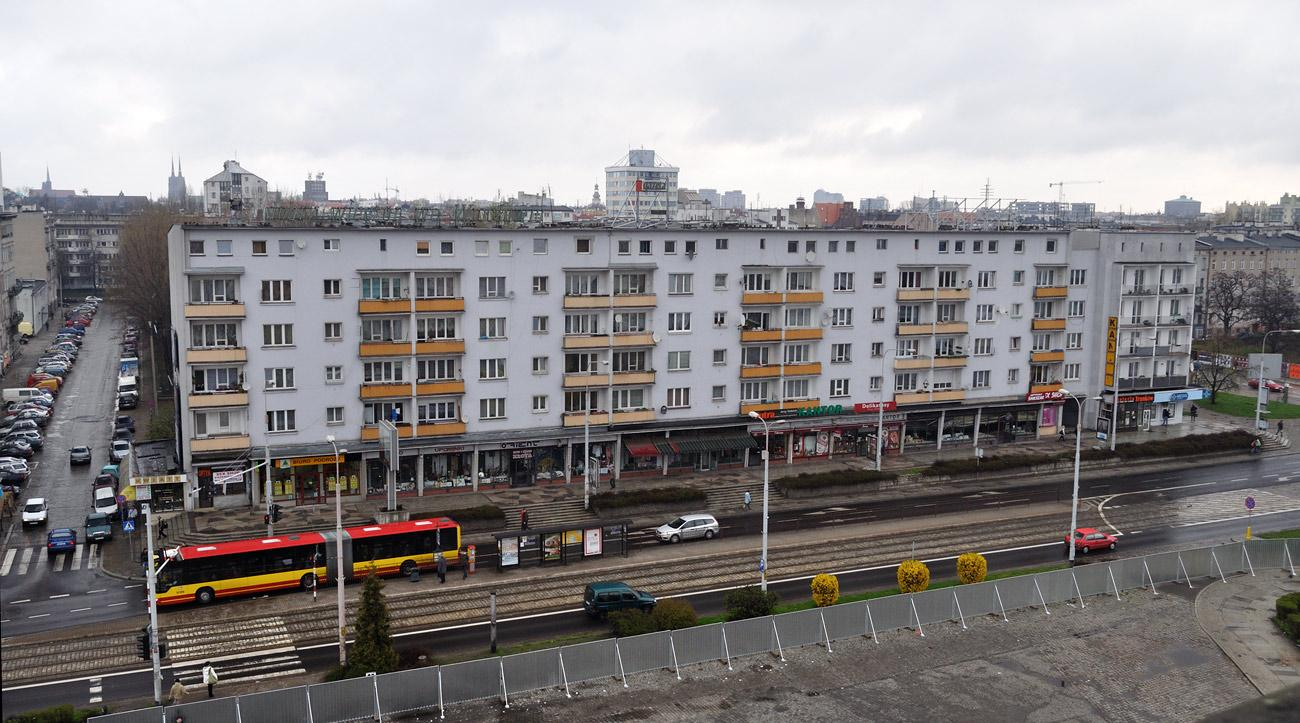
Ul. J. Piłsudskiego 106-114, po lewej ul. Gwarna

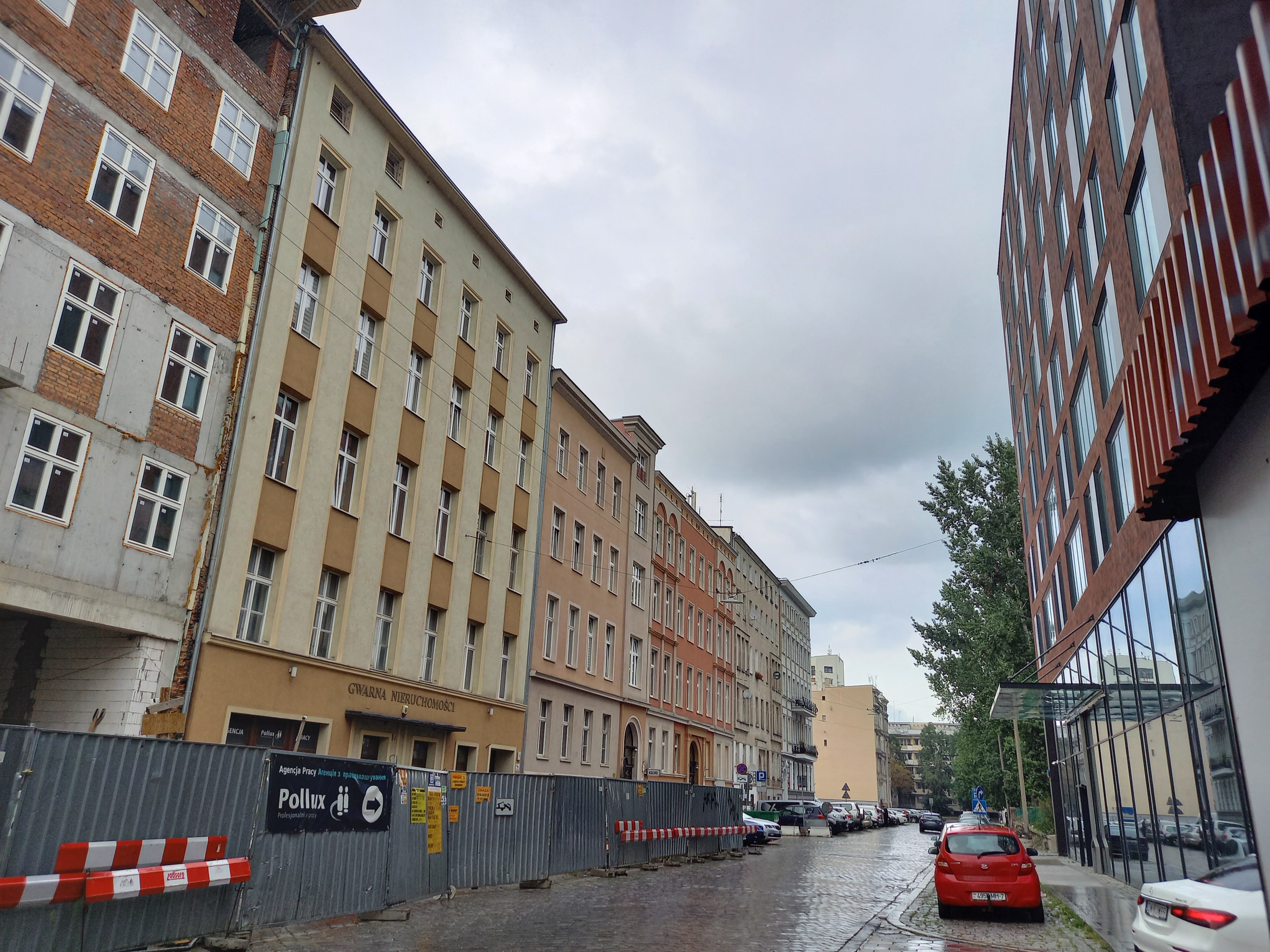
Od nr 12 w kierunku ul. T. Kościuszki

Ulica Gwarna – ulica położona we Wrocławiu, łącząca ulicę Tadeusza Kościuszki z ulicą Józefa Piłsudskiego, na osiedlu Przedmieście Świdnickie w dawnej dzielnicy Stare Miasto. Ulica należy do kategorii dróg gminnych i ma 232 m długości. Przebiega przez obszar zabudowy śródmiejskiej o intensywnym wykorzystaniu terenu. Koniec ulicy znajduje się przy skrzyżowaniu z ulicą Józefa Piłsudskiego, za którą rozpościera się plac przed dworcem Wrocław Główny. Przy ulicy położonych jest kilka zachowanych z okresu przedwojennego budynków, które zostały ujęte w gminnej ewidencji zabytków, a sama ulica na całej swojej długości przebiega przez obszar Przedmieścia Południowego, którego układ urbanistyczny podlega ochronie i również wpisany jest do gminnej ewidencji zabytków.

## Historia
Teren, przez który przebiega ulica Gwarna, stanowił obszar na przedpolu fortyfikacyjnym Starego Miasta rozpościerający się przed Bramą Świdnicką. W XVI wieku nazywany był Wygonem Świdnickim (Schweidnitzer Vorstadt), a obejmował zakres od podwala do współczesnej estakady kolejowej oraz od ulicy Dworcowej. Na początku XIX wieku wzdłuż obecnej ulicy Józefa Piłsudskiego położone były wiejskie domy ogrodników. Teren ten został włączony do miasta w 1808 r.
Przed powstaniem ulicy Gwarnej od ulicy Tadeusza Kościuszki (Tauentzien Strasse) do ulicy Stanisława Małachowskiego (Flur Strasse), ukosem względem ulicy Gwarnej, przebiegała dawna droga strzelińska. Przy niej, do współczesnej ulicy Dworcowej, położony był stary cmentarz żydowski  (Alter Jüdischer Friedhof). Został on założony w 1791 r.  Samą ulicę Gwarną założono w 1861 r. Przyczynkiem takiego działania była wzmagająca się potrzeba zapewnienia połączenia między ulicą Tadeusza Kościuszki (Tauentzien Strasse) a ulicą Józefa Piłsudskiego (Garten Strasse).
W 1866 r. numeracja posesji przy ulicy wyglądała następująco: od ulicy Tadeusza Kościuszki (Tauentzien Strasse) po stronie zachodniej biegły numery od 1 do 10 w pobliżu ulicy Józefa Piłsudskiego (Garten Strasse), a po stronie wschodniej numeracja biegła w kierunku przeciwnym, tj. teren cmentarza miał przypisane numery 11-17, dalej w rejonie ulicy Tadeusza Kościuszki znajdowały się numery 18 i 19. Później numery nieco się zmieniły, choć przebieg ich zachowywał powyższe zasady. Po stronie zachodniej były numery od 1 do 11, a po stronie wschodniej w kierunku przeciwnym od numeru 12 do 20. Następnie sposób numeracji zmieniono na taki, który w znacznej mierze zachował się do dziś. Wówczas to po stronie zachodniej ulicy posesjom przypisano numery nieparzyste od numeru 1 przy ulicy Tadeusza Kościuszki do numeru 23 przy ulicy Józefa Piłsudskiego, a po stronie wschodniej numery parzyste od numeru 2 przy ulicy Tadeusza Kościuszki do numeru 12 przy ulicy Józefa Piłsudskiego.
W wyniku działań wojennych prowadzonych w czasie oblężenia Wrocławia w 1945 r. pod koniec II wojny światowej zniszczeniu uległy domy od numeru 3 do numeru 9. Tu po odgruzowaniu terenu urządzono plac zabaw dla dzieci. Po likwidacji cmentarza teren został częściowo zabudowany budynkiem mieszkalnym położonym przy skrzyżowaniu z ulicą Józefa Piłsudskiego a częściowo garażami . Ta krótka ulica stała się lokalną, mało ruchliwą i mało uczęszczaną drogą.
W lutym 2017 r. rozpoczęto przy ulicy Gwarnej 12 budowę budynku hotelowego z dodatkową funkcją handlowo-usługową i garażem jednopoziomowym. Budowa zakończyła się w marcu 2019 r. Powstał tu Best Western Premier Hotel City Center. Inwestorem była GWARNA WROCŁAW Sp. z o.o., projekt powstał w biurze SSC Architekci, a generalnym wykonawcą obiektu była firma budowlana Grupa CMP. Budynek ma około 3000 m² powierzchni użytkowej i 64 pokoje hotelowe w standardzie czterech gwiazdek oraz sale konferencyjne, pokoje biznesowe, restaurację i salę fitness. Na dwóch ostatnich piętrach powstały apartamenty dla rodzin z dziećmi.

## Nazwy
W swojej historii ulica nosiła następujące nazwy:
- Claassenstrasse, do 1945 r.[4][8][9][14]
- Gwarna, od 1945 r.[4][14][15][16]

Niemiecka nazwa ulicy – Claassenstrasse – upamiętniała Henryka Teodora Classena (urodzonego 25.05.1774 r., zmarłego 22.08.1845 r.), zamożnego wrocławianina, rentiera, patrycjusza miejskiego, który ofiarował miastu znaczną sumę czterystu tysięcy marek na budowę domu starców i szpitala, przeniesione później do budynku położonego przy obecnym placu Powstańców Wielkopolskich. Współczesna nazwa ulicy została nadana przez Zarząd Wrocławia i ogłoszona w okólniku nr 94 z 20.12.1945 r.

## Układ drogowy
Ulica łączy się z następującymi drogami publicznymi, kołowymi oraz innymi drogami:
| powiązanie                           | droga                                                              | foto | opis                |
| ------------------------------------ | ------------------------------------------------------------------ | ---- | ------------------- |
| skrzyżowanie                         | ulica Tadeusza Kościuszki śródmiejska, zbiorcza                    |      | w prawo i w lewo    |
| skrzyżowanie (sygnalizacja świetlna) | ul. Józefa Piłsudskiego śródmiejska, zbiorcza torowisko tramwajowe |      | na pierwszym planie |

## Droga
Ulica Gwarna przebiega ona przez osiedle Przedmieście Świdnickie w dawnej dzielnicy Stare Miasto we Wrocławiu. Biegnie od ulicy Tadeusza Kościuszki do ulicy Józefa Piłsudskiego. Jest drogą publiczną, której przypisano kategorię drogową jako gminną (numer drogi: 105008D, numer ewidencyjny drogi: G1050080264011) Jest drogą klasy dojazdowej. Ma 232 m długości. Położona jest na działce ewidencyjnej nr 27, AM-36, obręb Stare Miasto o powierzchni 3985 m². Szerokość pasa drogowego w liniach rozgraniczających wynosi około 19 m. Przebiega przez teren położony na wysokości bezwzględnej od około 117,9 do 118,4 m n.p.m. Jezdnia ulicy posiada nawierzchnię brukowaną z kamiennej kostki granitowej, z wyłączeniem odcinka przy skrzyżowaniu z ulicą Józefa Piłsudskiego wraz z przejściem dla pieszych, na którym wykonano nawierzchnię z masy bitumicznej. Wzdłuż ulicy urządzono miejsca postojowe i obustronne chodniki.
Na całej swojej długości ulica objęta jest strefą ograniczenia prędkości do 30 km/h oraz strefą płatnego parkowania. W ramach strefy ograniczenia prędkości wskazana jest do ruchu rowerowego w powiązaniu z drogami rowerowymi i pasami dla rowerów znajdującymi się w ulicach Tadeusza Kościuszki i Józefa Piłsudskiego.
Ulicą nie przebiegają jakiekolwiek linie komunikacji miejskiej. Autobusy przejeżdżają w ramach wyznaczonych linii autobusowych ulicą Tadeusza Kościuszki i ulica Józefa Piłsudskiego. W ulicy Józefa Piłsudskiego, przy skrzyżowaniu z ulicą Gwarną, znajduje się przystanek tramwajowy, który wchodzi w skład większego zgrupowania przystanków noszących wspólną nazwę „Dworzec Główny”. Pozostałe przystanki tego zespołu przesiadkowego położone są przy ulicach: Józefa Piłsudskiego, Peronowej, Stawowej i Hugona Kołłątaja . Sam dworzec oraz położony po południowej stronie linii kolejowej dworzec autobusowy należą do grupy najważniejszych węzłów przesiadkowych, który klasyfikowany jest jako węzeł śródmiejski.

## Zabudowa i zagospodarowanie

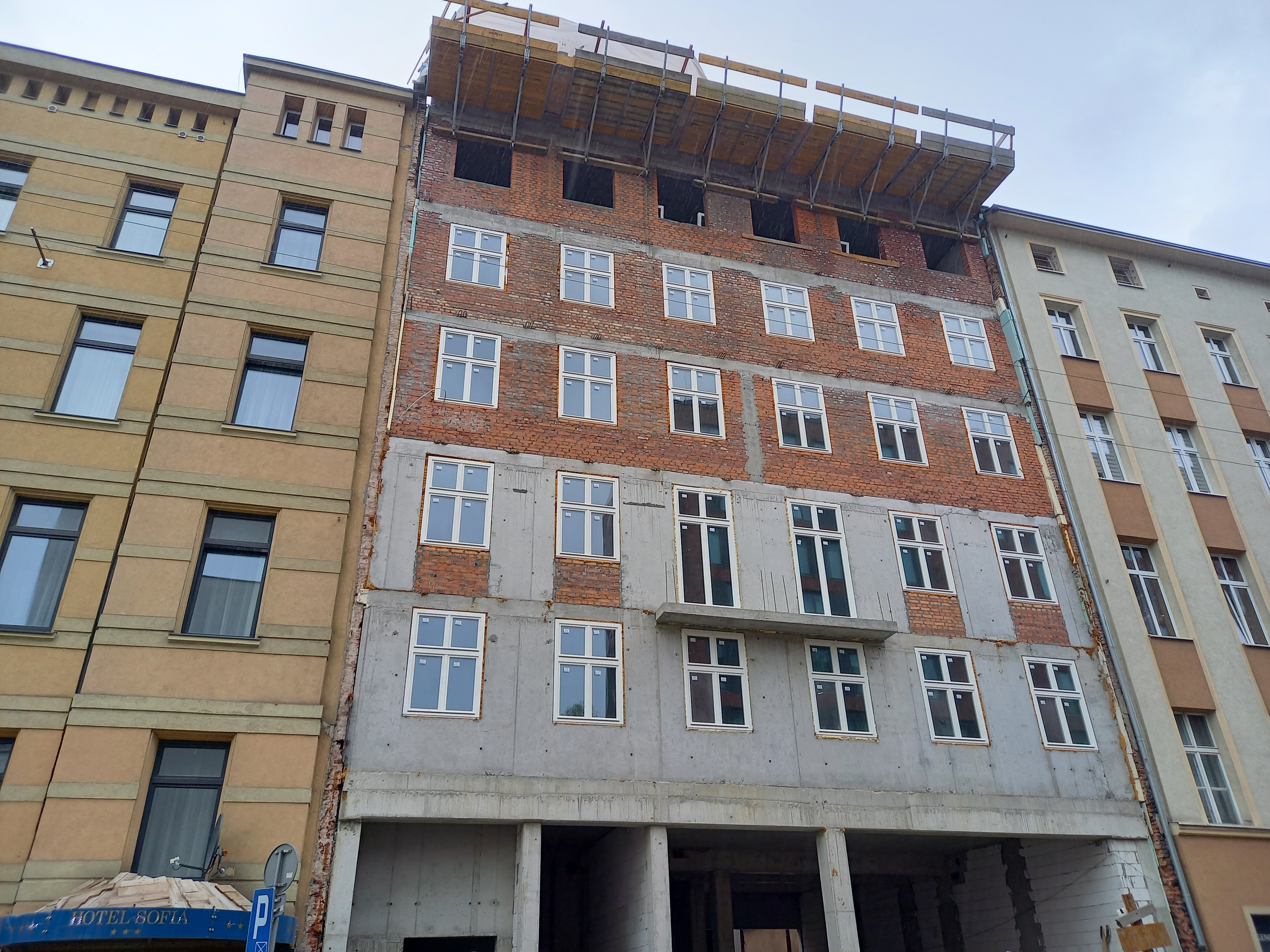
Nr 21 w miejscu rozebranej kamienicy

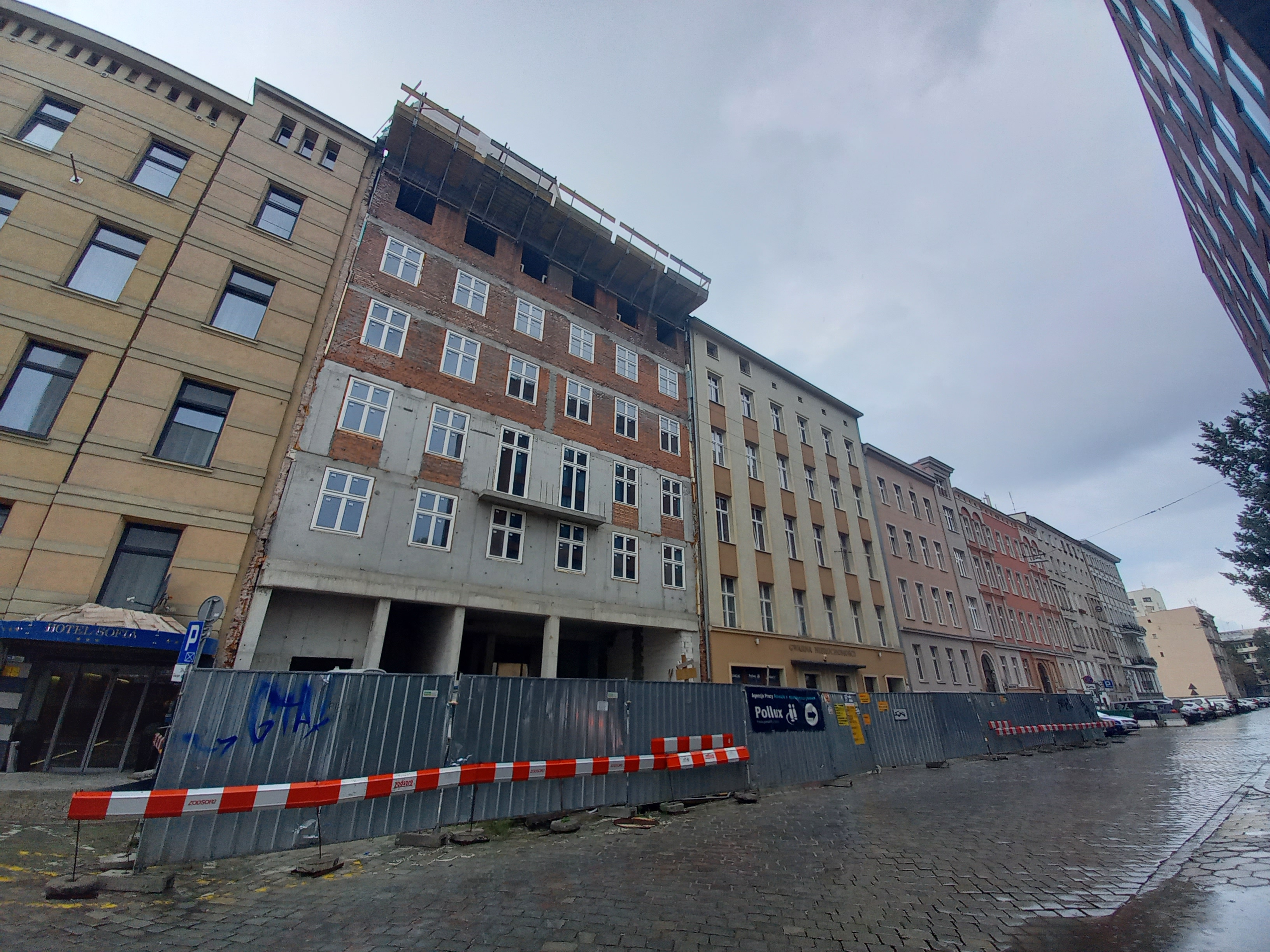
Pierzeja zachodnia od nr 21

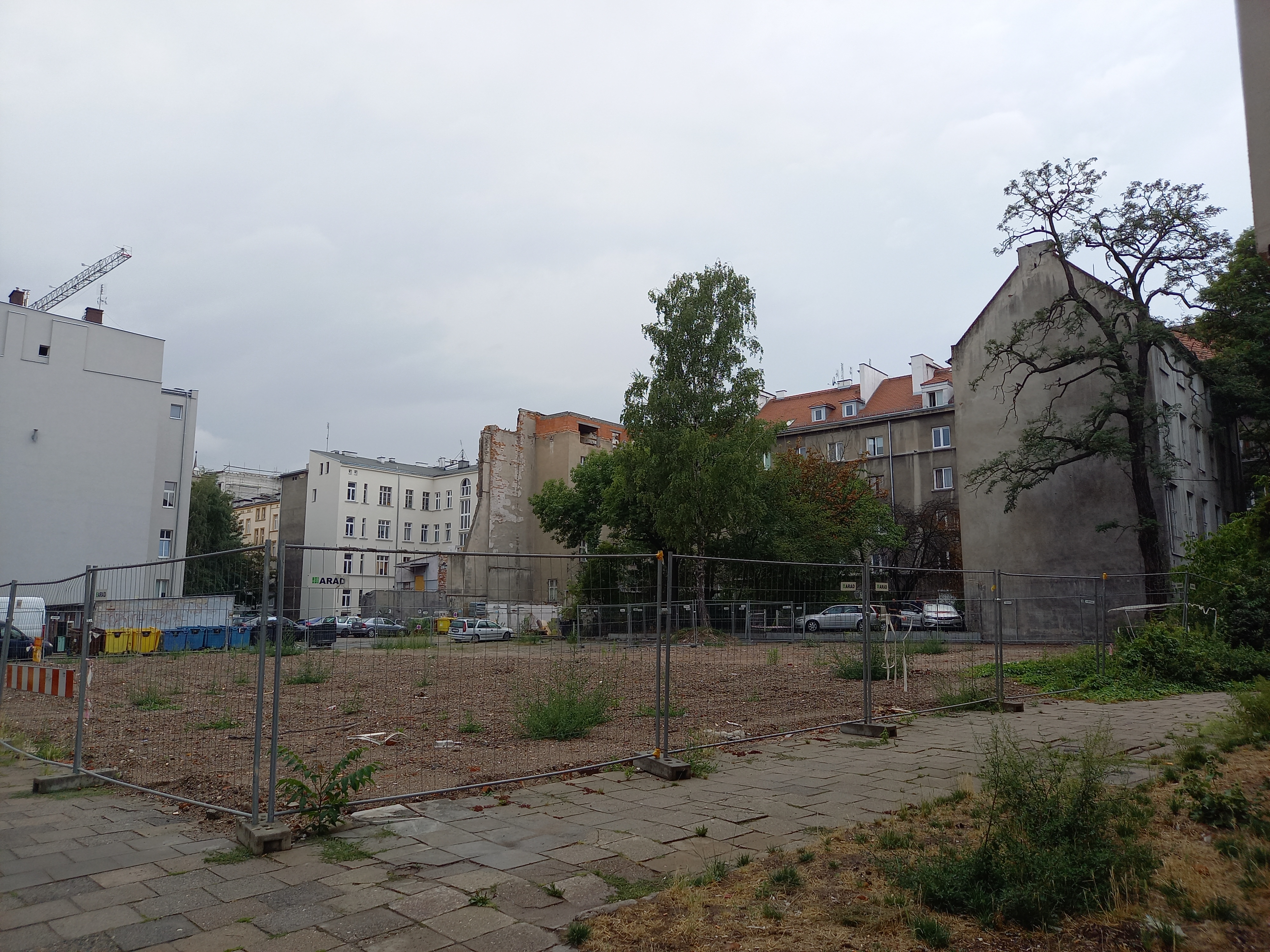
Wolny teren po rozbiórce budynku pod nr 5-7

Ulica przebiega przez obszar zabudowy śródmiejskiej, gęsto wypełniony tkanką miejską, charakteryzującej się przemieszaniem zabudowy o podstawowej funkcji mieszkaniowej z zabudową także o innym przeznaczeniu. Obszar ten pod względem podziału na dzielnice urbanistyczne określany jest jako śródmieście, jednostka urbanistyczna Przedmieścia Świdnickiego i Oławskiego. Ponadto pod względem funkcjonalnym wskazano układ pasmowy miasta, a ulica leży w paśmie określanym jako pasmo działalności gospodarczej (centralne pasmo aktywności gospodarczej). Występująca tu wysoka intensywność wykorzystania terenu, przy dominującej funkcji mieszkaniowej, skutkuje także wysoką gęstością zaludnienia, pomimo lokalizacji w tym obszarze największej liczby obiektów usługowych. W układzie urbanistycznym dominuje ukształtowanie bloków urbanistycznych w postaci kwartałów zabudowy, w ramach których umiejscowiono funkcje reprezentacyjne na zewnątrz kwartału, a funkcje użytkowe do wewnątrz. Dominuje tu pierzejowa zabudowa wzdłuż ulic. Wskazuje się ponadto na gęstą sieć uliczną i linii transportu publicznego. Przy samej ulicy Gwarnej po stronie zachodniej znajduje się pierzeja zachowanych budynków przedwojennych (od pięciu do sześciu kondygnacji nadziemnych), z wyłączeniem fragmentu północnego, gdzie w miejsce zniszczonej zabudowy powstał wolnostojący budynek administracyjny (rozebrany). Postuluje się jednak uzupełnienie tej pierzeni zabudową nawiązującą do istniejących budynków. Strona wschodnia ulicy jest zagospodarowana mniej jednolicie. Północny fragment to pierzeja z kamienicami i oficynami, połączona z południową pierzeją ulicy Tadeusza Kościuszki, zabudowa usługowa we wnętrzu kwartału oraz korty tenisowe . Wskazuje się na konieczność likwidacji kortów i pawilonu oraz urządzenie terenu zieleni w miejscu dawnego cmentarza żydowskiego, w tym przeprowadzenie wzdłuż dawnej jego granicy reprezentacyjnego trejażu do placu Konstytucji 3 Maja oraz pasażu. Przy południowym fragmencie tej pierzei znajduje się hotel oraz zachodnia ściana szczytowa budynku przy ulicy Józefa Piłsudskiego 106-114, na wprost dworca Wrocław Główny, z neonem „Dobry Wieczór we Wrocławiu” .

## Punkty adresowe, budynki
Punkty adresowe przy ulicy Gwarnej (wg stanu na luty 2022 r.):
- strona zachodnia – numery nieparzyste:
  - ulica Gwarna 5-7[62]: Komenda Straży Miejskiej[63], budynek biurowy z urzędem administracji publicznej, o 2 kondygnacjach nadziemnych i powierzchni zabudowy wynoszącej 460 m²[64] oraz garaż jednopoziomowy o powierzchni zabudowy wynoszącej 129 m²[65] (obiekty rozebrane)
  - ulica Gwarna 11[66]: kamienica[55] mieszkalna o 6 kondygnacjach nadziemnych[67]
  - ulica Gwarna 13[68]: kamienica[55] mieszkalna o 6 kondygnacjach nadziemnych[69]
  - ulica Gwarna 15[70]: kamienica[55] mieszkalna o 5 kondygnacjach nadziemnych[71]
  - ulica Gwarna 17[72]: kamienica[55] mieszkalna o 5 kondygnacjach nadziemnych[73]
  - ulica Gwarna 19[74]: kamienica[55] mieszkalna o 5 kondygnacjach nadziemnych[75]
  - ulica Gwarna 21[e][76]: kamienica[55] mieszkalna o 5 kondygnacjach nadziemnych[77]
  - ulica Gwarna 23[78]: kamienica – hotel[55] z funkcją inną niż mieszkalna o 6 kondygnacjach nadziemnych[79]
- strona wschodnia – numery parzyste:
  - ulica Gwarna 2[80]: kamienica[55] mieszkalna o 5 kondygnacjach nadziemnych[81]
  - ulica Gwarna 4-6[82]: kamienica[55] mieszkalna o 5 kondygnacjach nadziemnych[83] z częścią handlowo-usługową o 3 kondygnacjach nadziemnych[84]
  - ulica Gwarna 6a[85]: PRO-MED Dolnośląskie Centrum Medycyny Profilaktycznej i Bezpieczeństwa Pracy[86] i inne[85], budynek handlowo-usługowy o 3 kondygnacjach nadziemnych i powierzchni zabudowy wynoszącej 492 m²[87]
  - ulica Gwarna 10[88]: budynek oświaty nauki i kultury oraz sportowy o 1 kondygnacji nadziemnej i powierzchni zabudowy wynoszącej 494 m²[89], korty tenisowe[59] 
  - ulica Gwarna 12[90]: budynek niemieszkalny – hotel, z funkcją handlowo-usługową oraz garażem jednopoziomowym, o 6 kondygnacjach nadziemnych[12].

## Demografia
Ulica przebiega przez dwa rejony statystyczne o wykazanej w poniższej tabeli gęstości zaludnienia i ilości zameldowanych osób, przy czym dane pochodzą z 31.12.2021 r.
| Rejon statystyczny nr | Liczba osób zameldowanych | Gęstość zaludnienia [lud./km²] | Położenie        | numery adresowe |
| --------------------- | ------------------------- | ------------------------------ | ---------------- | --------------- |
| 933390                | 327                       | 14 716                         | strona zachodnia | od 5 do 23      |
| 933400                | 425                       | 14 156                         | strona wschodnia | od 2 do 12      |

## Ochrona i zabytki
Obszar, przez który przebiega ulica, podlega ochronie i jest wpisany do gminnej ewidencji zabytków pod pozycją Przedmieście Południowe. Ochronie podlega przede wszystkim historyczny układ urbanistyczny Przedmieścia Południowego kształtowany w różnych okresach historycznych począwszy od XIII wieku, następnie od około 1840 r. do początku lat 60. XX wieku. Obszar ten obejmuje historyczny układ urbanistyczny przedmieścia na południe od Podwala Świdnickiego, w rejonie ulicy Sądowej i Grabiszyńskiej, Kolejowej, placu Rozjezdnego, ulicy Swobodnej, Józefa Piłsudskiego i Dworcowej we Wrocławiu. Stan jego zachowania określa się na 4 – dobry / 5 – bardzo dobry.
Przy ulicy i w najbliższym sąsiedztwie znajdują się następujące zabytki ujęte w gminnej ewidencji zabytków:
| obiekt, położenie | powstanie, rodzaj ochrony | fotografia |
| --- | --- | ---------- |
| strona zachodnia | |            |
| Kamienica ulica Tadeusza Kościuszki 65 (ulica Gwarna 1) | około 1890 r. rodzaj ochrony: gez, mpzp |            |
| Kamienica ulica Gwarna 11 | około 1885 r. rodzaj ochrony: gez, mpzp |            |
| Kamienica ulica Gwarna 13 | lata 1870-1880 rodzaj ochrony: gez, mpzp |            |
| Kamienica ulica Gwarna 15 | lata 1862-1864 rodzaj ochrony: gez, mpzp |            |
| Kamienica ulica Gwarna 17 | około 1900 r. rodzaj ochrony: gez, mpzp |            |
| Kamienica, obecnie budynek mieszkalny z usługowym przyziemiem ulica Gwarna 19                                                                                            | około 1910 r. rodzaj ochrony: gez, mpzp |            |
| Kamienica ulica Gwarna 21 | około 1910 r. rodzaj ochrony: gez, mpzp |            |
| - Kamienica z "Piwnicą Dworcową" Karla Schindlera, ulica Gwarna 23 - Hotel "Marshal" z piwiarnią "Piwnica Dworcowa", ulica Józefa Piłsudskiego 104 obecnie Hotel "Sofia" | około 1910 r., lata 2007-2009 (remont generalny) rodzaj ochrony: gez, mpzp |            |
| strona wschodnia | |            |
| Kamienica ulica Tadeusza Kościuszki 67, ulica Gwarna 2 | około 1890 r. rodzaj ochrony: gez, mpzp |            |
| Kamienica ulica Gwarna 4-6 | 1862 r. rodzaj ochrony: gez, mpzp |            |
| Oficyna mieszkalna, obecnie siedziba Spółdzielni Usług Kominiarskich "Florian" ulica Tadeusza Kościuszki 69a                                                             | około 1900 r. rodzaj ochrony: gez, mpzp |            |
| zamknięcie osi widokowej w kierunku południowym | |            |
| Zespół budowlany stacji kolejowej Wrocław Główny przy dworcu osobowym Piłsudskiego/Borowska/Sucha/Pułaskiego zespół                                                      | lata 1855-1857, lata 1889-1904, XX wiek, lata 2010-2012 (remont, modernizacja) rodzaj ochrony: gez, mpzp |            |
| Zespół budowlany stacji Dworca Górnośląskiego ulica Stanisława Małachowskiego 11-13                                                                                      | 1842 r. rodzaj ochrony: rejestr zabytków pod nrem A/2369/446/Wm z dnia 31.05.1989 r. |            |
| Dworzec osobowy w zespole stacji kolejowej Wrocław Główny ulica Józefa Piłsudskiego 105                                                                                  | lata 1855-1857 (projekt Wilhelm Grapow), lata 1889-1904, XX wiek, lata 2010-2012 (remont, modernizacja) rodzaj ochrony: rejestr zabytków pod nrem 248 z dnia 21.06.1966 r., zmiana numeru rejestru decyzji nr A/2782/248 z 4.09.2010 r. |            |

## Baza TERYT
Dane Głównego Urzędu Statystycznego z bazy TERYT, spis ulic (ULIC):
- województwo: DOLNOŚLĄSKIE (02)
- powiat: Wrocław (0264)
- gmina/dzielnica/delegatura: Wrocław (0264011) gmina miejska; Wrocław-Stare Miasto (0264059) delegatura
- Miejscowość podstawowa: Wrocław (0986283) miasto; Wrocław-Stare Miasto (0986946) delegatura
- kategoria/rodzaj: ulica
- Nazwa ulicy: ul. Gwarna (06415)[139][140].